# Орнек (Аккольський район)
Орне́к (каз. Өрнек) — село у складі Аккольського району Акмолинської області Казахстану. Входить до складу Наумовського сільського округу.
Населення — 307 осіб (2021; 414 у 2009, 599 у 1999, 597 у 1989).
Національний склад станом на 1989 рік:
- казахи — 50 %
- росіяни — 23 %.

Колишня назва — Сергієвка.